# Mierasjärvi
Mierasjärvi eller Mierashjävri är en sjö i Finland. Den ligger i kommunen Utsjoki i landskapet Lappland, i den norra delen av landet, 1 000 km norr om huvudstaden Helsingfors. Mierasjärvi ligger 135,5 meter över havet. Omgivningarna runt Mierasjärvi är i huvudsak ett öppet busklandskap. Arean är 2,18 kvadratkilometer och strandlinjen är 19,43 kilometer lång. Sjön  ingår i Tana älvs huvudavrinningsområde. 